# Aly Wagner
Aly Wagner, född den 10 augusti 1980 i San José, Kalifornien, är en amerikansk fotbollsspelare. Vid fotbollsturneringen under OS 2008 i Peking deltog hon i det amerikanska lag som tog guld.